# Wilfrid Voynich
Wilfrid Voynich, rodným jménem Michał Wojnicz (12. listopadu 1865, Telšiai – 19. března 1930, New York) byl polsko-litevsko-britský politický aktivista, knihkupec, antikvář a bibliofil, podle nějž je nazýván tzv. Voynichův rukopis, jenž byl nějaký čas v jeho vlastnictví.

## Život
Narodil se do polsko-litevské šlechtické rodiny na území dnešní Litvy (tehdy součást Ruské říše). Vystudoval chemii na Moskevské univerzitě a stal se lékárníkem. Roku 1885 vstoupil ve Varšavě do socialistické organizace Proletariat, již vedl Ludwik Waryński. Roku 1886 byl ruskou policií zatčen, o rok později odsouzen k nuceným pracím na Sibiři. V roce 1890 se mu podařilo utéct do Pekingu a odtud do Evropy. Usadil se v Londýně, kde pomáhal založit proticarskou organizaci Society of Friends of Russian Freedom. Roku 1898 si v Londýně otevřel knihkupectví. V roce 1904 získal britské občanství a začal užívat poangličtěnou podobu svého jména – Wilfrid Michael Voynich. Roku 1912 v Itálii koupil záhadný středověký rukopis, známý dnes jako Voynichův rukopis, sepsaný v neznámém písmu. Publikoval ho v roce 1915 a vlastnil ho až do konce života (dnes je ve vlastnictví Yaleovy univerzity). V roce 1914 si otevřel knihkupectví i v New Yorku. Zde v závěru života převážně žil a zde i zemřel.